# Alguers de Borriana-Nules-Moncofa
Els alguers de Borriana-Nules-Moncofa pertanyen a la comarca de la Plana Baixa, al País Valencià.
Tenen una superfície de 4.082 hectàrees i també comprenen les poblacions de Xilxes i la Llosa. Les seves característiques són l'aigua marina compresa aproximadament entre el sud del Port de Borriana, al nord, i al front litoral d'Almenara, al sud. És considerat lloc d'interés comunitari per la Generalitat Valenciana des de 2006.
La informació d'hàbitats disponible grafia l'existència de prats de Cymodocea i posidònia d'extensió variable en la costa situada entre les platges de Nules i Xilxes, a una profunditat entre -10 i -20 m.; la presència de prats fins al sud -Almenara- és més estranya i puntual. Aquesta mateixa informació grafia l'existència d'aquests hàbitats -sobretot prats de Cymodocea nodosa - al nord de la zona proposta, en l'àmbit comprés aproximadament entre els ports de Castelló de la Plana i Borriana i en la qual s'inclou la desembocadura del riu Millars. Els hàbitats i espècies més destacables són, bàsicament, els prats de Posidònia i algunes de les espècies marines associades.